# Авангардизам
У контексту теорије лењинистичке револуционарне борбе, авангардизам је стратегија према којој највише класно свесни и политички напредни делови пролетаријата или радничке класе, описани као револуционарна авангарда, формирају организације како би привукли веће делове радничке класе према револуционарној политици и служе као манифестације пролетерске политичке моћи против својих класних непријатеља .

## Основе
Владимир Лењин је популаризовао политички авангардизам, како га је Карл Каутски концептуализовао, детаљно описујући своје мисли у једном од својих ранијих радова: Шта треба да се уради?. Лењин је тврдио да је комплексност марксизма и непријатељство естаблишмента (аутократска, полу-феудална држава империјалне Русије) захтевала блиску групу појединаца извучених из авангарде радничке класе да би заштитила револуционарну идеологију у оквиру посебних околности које је представио цариста. у то време. Док је Лењин желио револуционарну организацију сличну савременој Социјалдемократској партији Немачке, која је била отворена за јавност и демократскија у организацији, руска аутократија је то спречила. 